# 崔晓桐
崔晓桐（1994年11月21日—），辽宁丹东人，中国女子赛艇运动员。

## 生平
崔晓桐于2007年月在丹东海校开始了赛艇生涯，师从徐云波教练。2010年进入辽宁省队，并在2013年全国运动会上获得女子双人单桨银牌和女子八人单桨有舵手比赛金牌。
2014年，崔晓桐在荷兰阿姆斯特丹举行的2014年世界赛艇锦标赛上获得女子八人单桨有舵手比赛铜牌。在2018年世界赛艇锦标赛获得女子双人双桨项目第4名。2018年到-2021年获得三项赛艇世界杯分站赛（普罗夫迪夫、波兹南、卢塞恩）冠军。
2019年9月1日，崔晓桐与队友陈云霞、张灵、吕扬获得2019年世界赛艇锦标赛中获得赛艇女子四人双桨金牌，成绩为6分34秒65，并获得该项目的2020年东京奥运会参赛资格。
2021年7月28日，崔晓桐在东京夏季奥林匹克运动会上与队友陈云霞、张灵、吕扬一起获得女子四人双桨金牌，并协力创造该项目世界最好成绩6分05秒13。

## 荣誉
2015年1月22日，崔晓桐获得由国家体育总局授予的「国际级运动健将」称号。
2022年5月3日被授予中国青年五四奖章。